# Yasin Öztekin
Yasin Öztekin (Dortmund, 19 marzo 1987) è un calciatore tedesco naturalizzato turco, centrocampista del Bucaspor 1928.

## Palmarès

### Club

#### Competizioni nazionali
- Campionato turco: 2

Galatasaray: 2014-2015, 2017-2018
- Coppa di Turchia: 2

Galatasaray: 2014-2015, 2015-2016
- Supercoppa di Turchia: 1

Galatasaray:  2015